# Liste der Naturdenkmäler in Bozen
Die Liste der Naturdenkmäler in Bozen (italienisch Bolzano) enthält die siebzehn als Naturdenkmal ausgewiesenen Objekte auf dem Gebiet der Gemeinde Bozen in Südtirol.
Basis ist das im Internet einsehbare offizielle Verzeichnis der Naturdenkmäler in Südtirol (Stand: 23. Januar 2015). Dabei kann es sich um botanische, geologische oder hydrologische Naturdenkmäler handeln. Die Reihenfolge in dieser Liste orientiert sich an der ID, alternativ ist sie auch nach dem Namen sortierbar.

## Liste
| Foto |                 | Name                                                     | Standort                     | Beschreibung                                                               |
| ---- | --------------- | -------------------------------------------------------- | ---------------------------- | -------------------------------------------------------------------------- |
| ja   | Datei hochladen | Der Ginkgobaum im Palais Campofranco ID: 009__G01        | 46° 29′ 54″ N, 11° 21′ 14″ O | Botanisches Naturdenkmal: Ginkgo biloba                                    |
| ja   | Datei hochladen | 1 Baumgruppe ID: 009__G02                                | 46° 30′ 21″ N, 11° 20′ 16″ O | Botanisches Naturdenkmal: 7 Cedrus deudara und 1 Cedrus atlantica glauca   |
| BW   | Datei hochladen | 1 Himalayazeder ID: 009__G03                             | 46° 30′ 32″ N, 11° 20′ 42″ O | Botanisches Naturdenkmal: Himalayazeder                                    |
| ja   | Datei hochladen | 1 Robinie ID: 009__G04                                   | 46° 30′ 1″ N, 11° 20′ 54″ O  | Botanisches Naturdenkmal: Robinie                                          |
| ja   | Datei hochladen | 1 Ölbaum ID: 009__G05                                    | 46° 30′ 10″ N, 11° 21′ 43″ O | Botanisches Naturdenkmal: Olivenbaum                                       |
| BW   | Datei hochladen | 1 Rotbuche ID: 009__G06                                  | 46° 30′ 4″ N, 11° 21′ 2″ O   | Botanisches Naturdenkmal: Buche wurde 2016 gefällt                         |
| BW   | Datei hochladen | 1 Mammutbaum, 1 Ginkgobaum und 1 Steineiche ID: 009__G07 | 46° 30′ 12″ N, 11° 21′ 23″ O | Botanisches Naturdenkmal: Baumgruppe                                       |
| BW   | Datei hochladen | 1 Nepalzypresse ID: 009__G08                             | 46° 30′ 21″ N, 11° 21′ 14″ O | Botanisches Naturdenkmal: Nepal-Zypresse, Himalaya-Zypresse                |
| BW   | Datei hochladen | Tufformation Schwarze Mander ID: 009__G09                | 46° 30′ 27″ N, 11° 21′ 27″ O | Geologisches Naturdenkmal: Geomorphologisches Objekt                       |
| BW   | Datei hochladen | Erdpyramiden am Jenesienerweg ID: 009__G10               | 46° 30′ 49″ N, 11° 20′ 39″ O | Geologisches Naturdenkmal: Erdpyramiden                                    |
| BW   | Datei hochladen | Erdpyramiden bei St. Jakob ID: 009__G11                  | 46° 31′ 11″ N, 11° 21′ 7″ O  | Geologisches Naturdenkmal: Erdpyramiden                                    |
| BW   | Datei hochladen | Erdpyramiden beim Oartriegler ID: 009__G12               | 46° 30′ 30″ N, 11° 19′ 24″ O | Geologisches Naturdenkmal: Erdpyramiden                                    |
| BW   | Datei hochladen | Warmluftquellen von St. Peter in Wangg ID: 009__G13      | 46° 29′ 40″ N, 11° 24′ 1″ O  | Geologisches Naturdenkmal: Warmluftquelle                                  |
| BW   | Datei hochladen | 1 Platane ID: 009__G14                                   | 46° 29′ 48″ N, 11° 21′ 28″ O | Botanisches Naturdenkmal: Platane                                          |
| BW   | Datei hochladen | Aleppo-Kiefer ID: 009__G15                               | 46° 30′ 8″ N, 11° 21′ 52″ O  | Botanisches Naturdenkmal: Bozen, im Hangbereich oberhalb Rittner Seilbahn. |
| ja   | Datei hochladen | Wasserfall und Schlucht des Fagenbaches ID: 009__G16     | 46° 30′ 50″ N, 11° 20′ 29″ O | Hydrologisches Naturdenkmal: Wasserfall                                    |
| BW   | Datei hochladen | Porphyrformationen mit Efeubewuchs ID: 009_L01           | 46° 28′ 45″ N, 11° 18′ 24″ O | Geologisches Naturdenkmal: Porphyrformationen                              |

| Foto: | Fotografie des Naturdenkmals. Klicken des Fotos erzeugt eine vergrößerte Ansicht. Daneben finden sich zwei Symbole: |
| ID    | Identifikator bei der Abteilung Natur, Landschaft und Raumentwicklung der Südtiroler Landesverwaltung               |